# Gudum ø skole
Gudum ø skole blev opført i 1840, huset ligger ud for Klosterheden. Det har i lang tid været brugt som skole, for de børn der boede i Gudum. Da skolen blev lukket i 1955 på grund af den nye og større skole, blev bygningen omdannet til privat beboelse og bruges stadig til dette.
|  | Denne artikel om en bygning eller et bygningsværk kan blive bedre, hvis der indsættes et (bedre) billede. Du kan hjælpe ved at afsøge Wikimedia Commons for et passende billede eller lægge et op på Wikimedia Commons med en af de tilladte licenser og indsætte det i artiklen. |

|  | Denne artikel kan blive bedre, hvis der indsættes geografiske koordinater Denne artikel omhandler et emne, som har en geografisk lokation. Du kan hjælpe ved at indsætte koordinater i wikidata. |